# 卡皮瓦里迪拜舒
卡皮瓦里迪拜舒是巴西圣卡塔琳娜州的一个市镇。总面积53平方公里，总人口20064人，人口密度378.6人/平方公里。